# Ergasilus chautauquaensis
Ergasilus chautauquaensis is een eenoogkreeftjessoort uit de familie van de Ergasilidae. De wetenschappelijke naam van de soort is voor het eerst geldig gepubliceerd in 1887 door Fellows.